# Iryna Pamialova
Iryna Pamialova (n. 5 aprilie 1990, Žodzina, RSS Bielorusă, URSS) este o caiacistă ce a reprezentat Belarus, medaliată olimpică. A participat la o ediție a Jocurilor Olimpice (2012) în care a câștigat o medalie de bronz.

## Participări
Lista de mai jos prezintă principalele competiții la care a participat Iryna Pamialova de-a lungul carierei.
- canoeing at the 2012 Summer Olympics – women's K-4 500 metres[*]